# 心宿三
心宿三，即天蝎座τ （τ Sco，拜耳命名法）或天蝎座23（佛兰斯蒂德命名法），是一颗位于天蝎座的B型主序星，视星等为+2.82，距离地球约430光年。

## 磁场
心宿三是一颗拥有中等磁场的恒星。2006年，科学家使用加拿大-法国-夏威夷望远镜利用塞曼-都卜勒成像技術描绘出其表面的磁场图，并计算出它的磁场强度为~0.5 kG。它也成为目前已知第三热的磁星。